# Éliminatoires de la Coupe du monde de football 2018, zone Europe, groupe I
Navigation
Groupe H
Cet article donne les résultats des matches du groupe I de la zone Europe du tour préliminaire de la Coupe du monde de football 2018.
Le Groupe I est composé de 6 équipes nationales européennes. Le 1er du groupe sera qualifié d'office pour la coupe du monde 2018, le 2e devra passer par des barrages.
Le groupe ne contenait à l'origine que cinq équipes, mais avec l'adhésion du Kosovo, en compagnie de Gibraltar, à la FIFA en mai 2016, celui-ci intègre le groupe I du fait du souhait de l'UEFA de ne pas voir une confrontation avec la Bosnie-Herzégovine dans le groupe H, auquel est finalement assigné Gibraltar, pour des raisons de sécurité,.

## Classement
| Rang | Équipe   | Pts | J  | G | N | P | Bp | Bc | Diff |  | Résultats (▼ dom., ► ext.) |     |     |     |     |     |     |
| ---- | -------- | --- | -- | - | - | - | -- | -- | ---- |  | -------------------------- | --- | --- | --- | --- | --- | --- |
| 1    | Islande  | 22  | 10 | 7 | 1 | 2 | 16 | 7  | +9   |  | Islande                    |     | 1-0 | 2-0 | 2-0 | 3-2 | 2-0 |
| 2    | Croatie  | 20  | 10 | 6 | 2 | 2 | 15 | 4  | +11  |  | Croatie                    | 2-0 |     | 1-0 | 1-1 | 1-1 | 1-0 |
| 3    | Ukraine  | 17  | 10 | 5 | 2 | 3 | 13 | 9  | +4   |  | Ukraine                    | 1-1 | 0-2 |     | 2-0 | 1-0 | 3-0 |
| 4    | Turquie  | 15  | 10 | 4 | 3 | 3 | 14 | 13 | +1   |  | Turquie                    | 0-3 | 1-0 | 2-2 |     | 2-0 | 2-0 |
| 5    | Finlande | 9   | 10 | 2 | 3 | 5 | 9  | 13 | -4   |  | Finlande                   | 1-0 | 1-0 | 1-2 | 2-2 |     | 1-1 |
| 6    | Kosovo   | 1   | 10 | 0 | 1 | 9 | 3  | 24 | -21  |  | Kosovo                     | 1-2 | 0-6 | 0-2 | 1-4 | 0-1 |     |

- Le Kosovo est éliminé à la suite de sa défaite (1-0) en Croatie, le 2 septembre 2017.
- La Finlande est éliminée depuis le 5 septembre 2017 malgré sa victoire (0-1) au Kosovo conjuguée à la victoire islandaise (2-0) face aux ukrainiens.
- La Turquie est éliminée à la suite de son match nul (2-2) en Finlande, le 9 octobre 2017.
- L'Ukraine est éliminée depuis le 9 octobre 2017 à la suite de sa défaite (0-2) face à la Croatie conjuguée à la victoire de l'Islande (2-0) face au Kosovo, leur adversaire termine deuxième et joue les barrages.
- L'Islande termine premier de leur groupe et se qualifie pour la coupe du monde de football de 2018 en battant le Kosovo (2-0), c'est leur première phase finale de cette compétition, le 9 octobre 2017.

## Résultats et calendrier
Le calendrier du groupe I a été publié par l'UEFA le 26 juillet 2015, le jour suivant le tirage au sort à Saint-Pétersbourg (Russie). Horaires en HEC.
| 1re journée            | Croatie                       | 1 – 1   | Turquie          | Stadion Maksimir, Zagreb                     |                                              |
| 5 septembre 2016 20h45 | Rakitić 44e (pen.)            | (1 – 1) | 45+3e Çalhanoğlu | Spectateurs : 0 Arbitrage : Szymon Marciniak | Spectateurs : 0 Arbitrage : Szymon Marciniak |
| 5 septembre 2016 20h45 | Rapport (FIFA) Rapport (UEFA) |         |                  | Spectateurs : 0 Arbitrage : Szymon Marciniak | Spectateurs : 0 Arbitrage : Szymon Marciniak |

| 5 septembre 2016 | Finlande       | 1 – 1   | Kosovo      | Veritas Stadion, Turku                        |                                               |
| 20h45            | Arajuuri 18e   | (1 - 0) | 60e Berisha | Spectateurs : 7 571 Arbitrage : Ivan Kružliak | Spectateurs : 7 571 Arbitrage : Ivan Kružliak |
| 20h45            | Rapport (UEFA) |         |             | Spectateurs : 7 571 Arbitrage : Ivan Kružliak | Spectateurs : 7 571 Arbitrage : Ivan Kružliak |

| 5 septembre 2016 | Ukraine                       | 1 – 1   | Islande        | Stade olympique de Kiev, Kiev              |                                            |
| 20h45            | Iarmolenko 41e                | (1 - 1) | 6e Finnbogason | Spectateurs : 0 Arbitrage : Clément Turpin | Spectateurs : 0 Arbitrage : Clément Turpin |
| 20h45            | Rapport (FIFA) Rapport (UEFA) |         |                | Spectateurs : 0 Arbitrage : Clément Turpin | Spectateurs : 0 Arbitrage : Clément Turpin |

| 2e journée           | Islande                                            | 3 – 2   | Finlande            | Laugardalsvöllur, Reykjavík                       |                                                   |
| 6 octobre 2016 20h45 | Árnason 37e · Finnbogason 90+1e · Sigurdsson 90+6e | (1 – 2) | 21e Pukki · 39e Lod | Spectateurs : 9 548 Arbitrage : Svein Oddvar Moen | Spectateurs : 9 548 Arbitrage : Svein Oddvar Moen |
| 6 octobre 2016 20h45 | Rapport (FIFA) Rapport (UEFA)                      |         |                     | Spectateurs : 9 548 Arbitrage : Svein Oddvar Moen | Spectateurs : 9 548 Arbitrage : Svein Oddvar Moen |

| 6 octobre 2016 | Kosovo         | 0 – 6   | Croatie                                                           | Stade Loro-Boriçi, Shkodër                                |                                                           |
| 20h45          |                | (0 – 3) | 6e 24e 35e Mandžukić · 68e Mitrović · 83e Perišić · 90+2e Kalinić | Spectateurs : 14 612 Arbitrage : David Fernández Borbalán | Spectateurs : 14 612 Arbitrage : David Fernández Borbalán |
| 20h45          | Rapport (UEFA) |         |                                                                   | Spectateurs : 14 612 Arbitrage : David Fernández Borbalán | Spectateurs : 14 612 Arbitrage : David Fernández Borbalán |

| 6 octobre 2016 | Turquie                             | 2 – 2   | Ukraine                             | Torku Arena, Konya                            |                                               |
| 20h45          | Tufan 45+1e · Çalhanoğlu 81e (pen.) | (1 – 2) | 24e (pen.) Iarmolenko · 27e Kravets | Spectateurs : 36 714 Arbitrage : Manuel Gräfe | Spectateurs : 36 714 Arbitrage : Manuel Gräfe |
| 20h45          | Rapport (FIFA) Rapport (UEFA)       |         |                                     | Spectateurs : 36 714 Arbitrage : Manuel Gräfe | Spectateurs : 36 714 Arbitrage : Manuel Gräfe |

| 3e journée           | Finlande                      | 0 – 1   | Croatie       | Stade Ratina, Tampere                         |                                               |
| 9 octobre 2016 18h00 |                               | (0 – 1) | 18e Mandžukić | Spectateurs : 15 567 Arbitrage : Ruddy Buquet | Spectateurs : 15 567 Arbitrage : Ruddy Buquet |
| 9 octobre 2016 18h00 | Rapport (FIFA) Rapport (UEFA) |         |               | Spectateurs : 15 567 Arbitrage : Ruddy Buquet | Spectateurs : 15 567 Arbitrage : Ruddy Buquet |

| 9 octobre 2016 | Ukraine                                         | 3 – 0   | Kosovo | Stade Józef Piłsudski, Cracovie          |                                          |
| 18h00          | Rrahmani 31e (csc) · Iarmolenko 81e · Rotan 87e | (1 – 0) |        | Spectateurs : 999 Arbitrage : Kevin Blom | Spectateurs : 999 Arbitrage : Kevin Blom |
| 18h00          | Rapport (UEFA)                                  |         |        | Spectateurs : 999 Arbitrage : Kevin Blom | Spectateurs : 999 Arbitrage : Kevin Blom |

| 9 octobre 2016 | Islande                            | 2 – 0   | Turquie | Laugardalsvöllur, Reykjavík                      |                                                  |
| 20h45          | Toprak 42e (csc) · Finnbogason 44e | (2 – 0) |         | Spectateurs : 9 775 Arbitrage : Mark Clattenburg | Spectateurs : 9 775 Arbitrage : Mark Clattenburg |
| 20h45          | Rapport (FIFA) Rapport (UEFA)      |         |         | Spectateurs : 9 775 Arbitrage : Mark Clattenburg | Spectateurs : 9 775 Arbitrage : Mark Clattenburg |

| 4e journée             | Croatie                       | 2 – 0   | Islande | Stadion Maksimir, Zagreb                    |                                             |
| 12 novembre 2016 18h00 | Brozović 15e 90+1e            | (1 – 0) |         | Spectateurs : 0 Arbitrage : Gianluca Rocchi | Spectateurs : 0 Arbitrage : Gianluca Rocchi |
| 12 novembre 2016 18h00 | Rapport (FIFA) Rapport (UEFA) |         |         | Spectateurs : 0 Arbitrage : Gianluca Rocchi | Spectateurs : 0 Arbitrage : Gianluca Rocchi |

| 12 novembre 2016 | Turquie              | 2 – 0   | Kosovo | Antalya Arena, Antalya                        |                                               |
| 18h00            | Yılmaz 51e · Şen 55e | (0 – 0) |        | Spectateurs : 26 555 Arbitrage : Tamás Bognár | Spectateurs : 26 555 Arbitrage : Tamás Bognár |
| 18h00            | Rapport (UEFA)       |         |        | Spectateurs : 26 555 Arbitrage : Tamás Bognár | Spectateurs : 26 555 Arbitrage : Tamás Bognár |

| 12 novembre 2016 | Ukraine                       | 1 – 0   | Finlande | Stade Tchornomorets, Odessa                  |                                              |
| 20h45            | Kravets 25e                   | (1 – 0) |          | Spectateurs : 26 482 Arbitrage : Jorge Sousa | Spectateurs : 26 482 Arbitrage : Jorge Sousa |
| 20h45            | Rapport (FIFA) Rapport (UEFA) |         |          | Spectateurs : 26 482 Arbitrage : Jorge Sousa | Spectateurs : 26 482 Arbitrage : Jorge Sousa |

| 5e journée         | Turquie                       | 2 – 0   | Finlande | Antalya Arena, Antalya                             |                                                    |
| 24 mars 2017 18h00 | Tosun 9e 13e                  | (2 – 0) |          | Spectateurs : 28 990 Arbitrage : Jesús Gil Manzano | Spectateurs : 28 990 Arbitrage : Jesús Gil Manzano |
| 24 mars 2017 18h00 | Rapport (FIFA) Rapport (UEFA) |         |          | Spectateurs : 28 990 Arbitrage : Jesús Gil Manzano | Spectateurs : 28 990 Arbitrage : Jesús Gil Manzano |

| 24 mars 2017 | Croatie                       | 1 – 0   | Ukraine | Stadion Maksimir, Zagreb                             |                                                      |
| 20h45        | Kalinić 38e                   | (1 – 0) |         | Spectateurs : 27 351 Arbitrage : Antonio Mateu Lahoz | Spectateurs : 27 351 Arbitrage : Antonio Mateu Lahoz |
| 20h45        | Rapport (FIFA) Rapport (UEFA) |         |         | Spectateurs : 27 351 Arbitrage : Antonio Mateu Lahoz | Spectateurs : 27 351 Arbitrage : Antonio Mateu Lahoz |

| 24 mars 2017 | Kosovo         | 1 – 2   | Islande                          | Stade Loro-Boriçi, Shkodër                        |                                                   |
| 20h45        | Nuhiu 53e      | (0 – 2) | 25e Sigurðarson · 35e Sigurðsson | Spectateurs : 6 832 Arbitrage : Artur Soares Dias | Spectateurs : 6 832 Arbitrage : Artur Soares Dias |
| 20h45        | Rapport (UEFA) |         |                                  | Spectateurs : 6 832 Arbitrage : Artur Soares Dias | Spectateurs : 6 832 Arbitrage : Artur Soares Dias |

| 6e journée         | Finlande                      | 1 – 2   | Ukraine                        | Stade de Ratina, Tampere                   |                                            |
| 11 juin 2017 18h00 | Pohjanpalo 72e                | (0 – 0) | 51e Konoplianka · 75e Besyedin | Spectateurs : 8 723 Arbitrage : Alon Yefet | Spectateurs : 8 723 Arbitrage : Alon Yefet |
| 11 juin 2017 18h00 | Rapport (FIFA) Rapport (UEFA) |         |                                | Spectateurs : 8 723 Arbitrage : Alon Yefet | Spectateurs : 8 723 Arbitrage : Alon Yefet |

| 11 juin 2017 | Islande                       | 1 – 0   | Croatie | Laugardalsvöllur, Reykjavík                              |                                                          |
| 20h45        | Magnússon 90e                 | (0 – 0) |         | Spectateurs : 9 775 Arbitrage : Alberto Undiano Mallenco | Spectateurs : 9 775 Arbitrage : Alberto Undiano Mallenco |
| 20h45        | Rapport (FIFA) Rapport (UEFA) |         |         | Spectateurs : 9 775 Arbitrage : Alberto Undiano Mallenco | Spectateurs : 9 775 Arbitrage : Alberto Undiano Mallenco |

| 11 juin 2017 | Kosovo         | 1 – 4   | Turquie                                     | Stade Loro-Boriçi, Shkodër                       |                                                  |
| 20h45        | Rrahmani 22e   | (1 – 2) | 7e Şen · 31e Ünder · 61e Yılmaz · 82e Tufan | Spectateurs : 3 758 Arbitrage : Miroslav Zelinka | Spectateurs : 3 758 Arbitrage : Miroslav Zelinka |
| 20h45        | Rapport (UEFA) |         |                                             | Spectateurs : 3 758 Arbitrage : Miroslav Zelinka | Spectateurs : 3 758 Arbitrage : Miroslav Zelinka |

| 7e journée             | Finlande                      | 1 – 0   | Islande | Stade de Ratina, Tampere                        |                                                 |
| 2 septembre 2017 18h00 | Ring 8e                       | (1 – 0) |         | Spectateurs : 15 835 Arbitrage : Pavel Královec | Spectateurs : 15 835 Arbitrage : Pavel Královec |
| 2 septembre 2017 18h00 | Rapport (FIFA) Rapport (UEFA) |         |         | Spectateurs : 15 835 Arbitrage : Pavel Královec | Spectateurs : 15 835 Arbitrage : Pavel Královec |

| 2 septembre 2017 | Ukraine                       | 2 – 0   | Turquie | Stade Metalist, Kharkiv                                   |                                                           |
| 20h45            | Iarmolenko 18e 42e            | (2 – 0) |         | Spectateurs : 36 796 Arbitrage : David Fernández Borbalán | Spectateurs : 36 796 Arbitrage : David Fernández Borbalán |
| 20h45            | Rapport (FIFA) Rapport (UEFA) |         |         | Spectateurs : 36 796 Arbitrage : David Fernández Borbalán | Spectateurs : 36 796 Arbitrage : David Fernández Borbalán |

| 3 septembre 2017 | Croatie        | 1 – 0   | Kosovo | Stadion Maksimir, Zagreb                           |                                                    |
| 14h30            | Vida 74e       | (0 – 0) |        | Spectateurs : 6 839 Arbitrage : Stefan Johannesson | Spectateurs : 6 839 Arbitrage : Stefan Johannesson |
| 14h30            | Rapport (UEFA) |         |        | Spectateurs : 6 839 Arbitrage : Stefan Johannesson | Spectateurs : 6 839 Arbitrage : Stefan Johannesson |

| 8e journée             | Islande                       | 2 - 0   | Ukraine | Laugardalsvöllur, Reykjavík                   |                                               |
| 5 septembre 2017 20h45 | Sigurðsson 47e 66e            | (0 – 0) |         | Spectateurs : 9 769 Arbitrage : Willie Collum | Spectateurs : 9 769 Arbitrage : Willie Collum |
| 5 septembre 2017 20h45 | Rapport (FIFA) Rapport (UEFA) |         |         | Spectateurs : 9 769 Arbitrage : Willie Collum | Spectateurs : 9 769 Arbitrage : Willie Collum |

| 5 septembre 2017 | Kosovo         | 0 – 1   | Finlande  | Stade Loro-Boriçi, Shkodër                            |                                                       |
| 20h45            |                | (0 – 0) | 83e Pukki | Spectateurs : 2 446 Arbitrage : Manuel Schüttengruber | Spectateurs : 2 446 Arbitrage : Manuel Schüttengruber |
| 20h45            | Rapport (UEFA) |         |           | Spectateurs : 2 446 Arbitrage : Manuel Schüttengruber | Spectateurs : 2 446 Arbitrage : Manuel Schüttengruber |

| 5 septembre 2017 | Turquie                       | 1 – 0   | Croatie | Nouveau Stade d'Éskisehir, Eskisehir           |                                                |
| 20h45            | Tosun 75e                     | (0 – 0) |         | Spectateurs : 28 600 Arbitrage : Viktor Kassai | Spectateurs : 28 600 Arbitrage : Viktor Kassai |
| 20h45            | Rapport (FIFA) Rapport (UEFA) |         |         | Spectateurs : 28 600 Arbitrage : Viktor Kassai | Spectateurs : 28 600 Arbitrage : Viktor Kassai |

| 9e journée           | Croatie                       | 1 – 1   | Finlande  | Stadion Rujevica, Rijeka     |                              |
| 6 octobre 2017 20h45 | Mandžukić 67e                 | (0 – 0) | 90e Soiri | Arbitrage : Daniel Stefanski | Arbitrage : Daniel Stefanski |
| 6 octobre 2017 20h45 | Rapport (FIFA) Rapport (UEFA) |         |           | Arbitrage : Daniel Stefanski | Arbitrage : Daniel Stefanski |

| 6 octobre 2017 | Kosovo         | 0 – 2   | Ukraine                             | Stade Loro-Boriçi, Shkodër |                          |
| 20h45          |                | (0 – 0) | 60e (csc) Paqarada · 88e Iarmolenko | Arbitrage : Craig Pawson   | Arbitrage : Craig Pawson |
| 20h45          | Rapport (UEFA) |         |                                     | Arbitrage : Craig Pawson   | Arbitrage : Craig Pawson |

| 6 octobre 2017 | Turquie                       | 0 – 3   | Islande                                       | Nouveau Stade d'Éskisehir, Eskişehir |                              |
| 20h45          |                               | (0 – 2) | 32e Guðmundsson · 39e Bjarnason · 50e Árnason | Arbitrage : Szymon Marciniak         | Arbitrage : Szymon Marciniak |
| 20h45          | Rapport (FIFA) Rapport (UEFA) |         |                                               | Arbitrage : Szymon Marciniak         | Arbitrage : Szymon Marciniak |

| 10e journée          | Finlande                      | 2 – 2   | Turquie       | Veritas Stadion, Turku     |                            |
| 9 octobre 2017 20h45 | Arajuuri 76e · Pohjanpalo 88e | (0 – 0) | 57e 84e Tosun | Arbitrage : Benoît Bastien | Arbitrage : Benoît Bastien |
| 9 octobre 2017 20h45 | Rapport (FIFA) Rapport (UEFA) |         |               | Arbitrage : Benoît Bastien | Arbitrage : Benoît Bastien |

| 9 octobre 2017 | Islande                          | 2 – 0   | Kosovo | Laugardalsvöllur, Reykjavík |                            |
| 20h45          | Sigurðsson 40e · Guðmundsson 68e | (1 – 0) |        | Arbitrage : Harald Lechner  | Arbitrage : Harald Lechner |
| 20h45          | Rapport (UEFA)                   |         |        | Arbitrage : Harald Lechner  | Arbitrage : Harald Lechner |

| 9 octobre 2017 | Ukraine                       | 0 – 2   | Croatie          | Stade olympique de Kiev, Kiev |                         |
| 20h45          |                               | (0 – 0) | 62e 70e Kramarić | Arbitrage : Felix Brych       | Arbitrage : Felix Brych |
| 20h45          | Rapport (FIFA) Rapport (UEFA) |         |                  | Arbitrage : Felix Brych       | Arbitrage : Felix Brych |

## Buteurs
| Position | Joueur                     | Pays     | Buts |
| -------- | -------------------------- | -------- | ---- |
| 1        | Andri Iarmolenko           | Ukraine  | 6    |
| 2        | Mario Mandžukić            | Croatie  | 5    |
| -        | Cenk Tosun                 | Turquie  | 5    |
| 4        | Gylfi Sigurðsson           | Islande  | 4    |
| 5        | Alfreð Finnbogason         | Islande  | 3    |
| 6        | Marcelo Brozović           | Croatie  | 2    |
| -        | Nikola Kalinić             | Croatie  | 2    |
| -        | Andrej Kramaric            | Croatie  | 2    |
| -        | Paulus Arajuuri            | Finlande | 2    |
| -        | Joel Pohjanpalo            | Finlande | 2    |
| -        | Teemu Pukki                | Finlande | 2    |
| -        | Kári Árnason               | Islande  | 2    |
| -        | Jóhann Berg Guðmundsson    | Islande  | 2    |
| -        | Hakan Çalhanoğlu           | Turquie  | 2    |
| -        | Volkan Şen                 | Turquie  | 2    |
| -        | Ozan Tufan                 | Turquie  | 2    |
| -        | Burak Yılmaz               | Turquie  | 2    |
| -        | Artem Kravets              | Ukraine  | 2    |
| 19       | Matej Mitrović             | Croatie  | 1    |
| -        | Ivan Perišić               | Croatie  | 1    |
| -        | Ivan Rakitić               | Croatie  | 1    |
| -        | Domagoj Vida               | Croatie  | 1    |
| -        | Robin Lod                  | Finlande | 1    |
| -        | Alexander Ring             | Finlande | 1    |
| -        | Pyry Soiri                 | Finlande | 1    |
| -        | Birkir Bjarnason           | Islande  | 1    |
| -        | Hörður Magnússon           | Islande  | 1    |
| -        | Björn Bergmann Sigurðarson | Islande  | 1    |
| -        | Ragnar Sigurðsson          | Islande  | 1    |
| -        | Valon Berisha              | Kosovo   | 1    |
| -        | Atdhe Nuhiu                | Kosovo   | 1    |
| -        | Amir Rrahmani              | Kosovo   | 1    |
| -        | Cengiz Ünder               | Turquie  | 1    |
| -        | Artem Besyedin             | Ukraine  | 1    |
| -        | Ievhen Konoplianka         | Ukraine  | 1    |
| -        | Rouslan Rotan              | Ukraine  | 1    |

| Position | Joueur         | Pays    | CSC |
| -------- | -------------- | ------- | --- |
| 1        | Leart Paqarada | Kosovo  | 1   |
| 1        | Amir Rrahmani  | Kosovo  | 1   |
| 1        | Ömer Toprak    | Turquie | 1   |